# Joaquín Antonio Uribe
Joaquín Antonio Uribe Villegas (Sonsón, 28 de septiembre de 1858 - Medellín, 3 de noviembre de 1935) fue un educador, naturalista y escritor colombiano.

## Biografía
Nació en el seno de una familia conformada por sus padres Lorenzo Uribe Botero y Joaquina Villegas Uribe, el martes 28 de septiembre de 1858 en el municipio de Sonsón (ubicado en Antioquia). Pasó los primeros años de su vida en el campo, formulándose todo tipo de preguntas acerca de las plantas, los animales y todo aquello que llamara su atención. Entre sus profesores del colegio estuvo el doctor José Joaquín Jaramillo, quien seguramente fomentó en él su amor por las ciencias y la naturaleza, y quien más adelante sería su colega, después de que Joaquín Antonio se graduara como maestro en la Normal de Varones de Medellín. 
Empezó luego a ejercer el magisterio: en El Retiro en 1876; en Sonsón en el Liceo de la Niñez en 1878 y 79; allí mismo en 1880 en la Escuela Oficial; en 1895 en el colegio del doctor José J. Jaramillo y en 1889 y 1890 en el de don José María Restrepo Maya; en la Escuela Oficial de su ciudad nativa en 1896, 97, 98; en el Colegio Torres en la misma urbe en 1902 y 1903; en Medellín como profesor de la Escuela Normal de Varones en 1899; en Rionegro en la Escuela Oficial en 1891; en la Universidad de Antioquia en 1905; en el Liceo Antioqueño fundado por don Abraham Moreno el 30 de marzo de 1901, fue profesor de 1907 a 1916; en la ciudad de Caldas en el colegio en 1918 y 1919, nuevamente en la Universidad de Antioquia en 1920 y 1933. En estos planteles, y por su ilustración, sus enseñanzas penetraban profundamente en la vida de sus alumnos. 
A la edad de 22 años contrajo matrimonio con doña Carmen Uríbe, el lunes 26 de abril de 1880, fallecida en Medellín el 14 de mayo de 1952. En este enlace hubo tres hijos: Lorenzo, nacido en la capital de Antioquia el 20 de enero de 1900 y ordenado jesuita el 28 de agosto de 1930; Antonio, ya fallecido; y Myrian casada con Bernardo Jaramillo Vieira. Joaquín Antonio Uribe murió en Medellín el 3 de noviembre de 1935.

## Obra
Motivado por lo que consideraba una gran ausencia de textos que enseñaran la realidad del país, se dedica a escribir desde muy joven, considerado «un prosista ameno, castizo y elegante». Como resultado de estas inquietudes están Las Monografías, artículos sobre flora e historia publicadas por el Concejo de Sonsón en el Repertorio Municipal; Capiro, la primera revista literaria de ese municipio, fundada por él; el Curso compendiado de Historia Natural, publicado en el periódico El Espectador, de Medellín. Además fue colaborador de periódicos y revistas nacionales y extranjeras, como Alpha, La Organización, Instrucción Pública, El Correo Liberal, Vida Nueva, La Patria, Antioquia Industrial, Colombia, La Mañana, La Voz de Aures, El Repertorio Americano y La Hacienda, de Estados Unidos. 
Entre sus libros se encuentran Cuadros de la naturaleza, Curso Compendiado de Historia Natural, Pequeñas monografías de minerales, plantas y animales, El niño naturalista, Curso compendiado de Geografía Comercial y la Flora Sonsonesa o colección de monografías familiares de vegetales selectos, indígenas o cultivados en el municipio de Sonsón. Este último es dedicado por don Joaquín «a la venerada memoria de doña Victoriana Estrada de Velásquez, quien me enseño a amar las flores».
Sobre el carácter de su obra, en el preámbulo de su libro Flora sonsonesa, publicado en 1928, Uribe escribió lo siguiente: 

Hace 32 años que empecé a escribir las monografías que forman hoy la presente obrita; la suspendí en 1901, no sé por qué motivo. Lo que puedo asegurar es que no fue por dejadez o desapego mío, pues todas las he escrito no sólo con la pluma, sino con mi corazón.

Este no es un libro para los botánicos y otros hombres de ciencia. Lo es para los labradores, los obreros, las gentes del campo, para los pequeños del mundo intelectual (…) Nunca quise darle a este trabajo colorido netamente científico, y escribí, sin reparos, sobre la planta que primero se presentaba a mi vista o a mi imaginación, sin atender a su conexión metódica con las anteriores o subsiguientes. Pudieran compararse estos estudios a un ramillete, que formamos a medida que recorremos un jardín.

## Homenajes

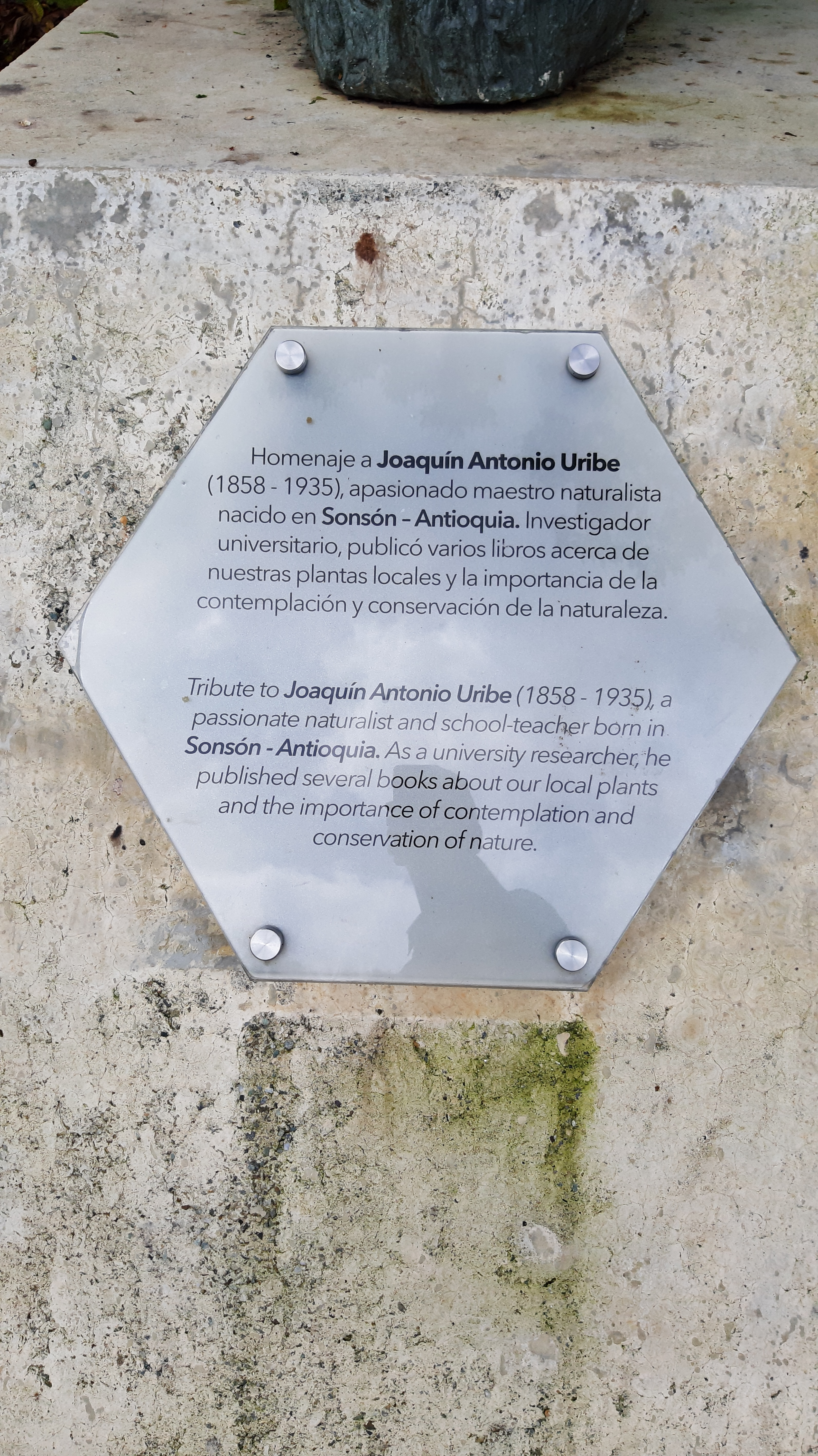
Placa del busto de Joaquín Antonio Uribe en el Jardín botánico de Medellín

Fue un sabio, gran investigador, dedicado de manera muy especial a la naturaleza. Hizo parte de la Academia de Historia. Su calidad humana era tan conocida como su capacidad intelectual. Alcanzó en vida un gran prestigio y popularidad. Al cumplir 50 años de vida profesional, en 1925, los círculos gubernamentales, intelectuales, científicos y cívicos le rindieron muchos homenajes, que el maestro recibió con modestia y hasta con lágrimas.
Como homenaje póstumo, la Gobernación de Antioquia publica en 1940 su obra Flora de Antioquia, edición dirigida, corregida y ampliada por uno de sus hijos, el sacerdote Lorenzo Uribe, de la Compañía de Jesús.
El 19 de abril de 1972 se vuelve a rendir homenaje al naturista antioqueño, al crearse el Jardín botánico de Medellín «Joaquín Antonio Uribe», en el marco de la VII Conferencia Mundial de Orquideología.